# Martha Wells
Martha Wells   (Fort Worth, 1 de setembre de 1964) és una escriptora estatunidenca de ficció especulativa. Ha publicat diverses novel·les, contes, novel·les juvenils i diverses històries curtes i assajos sobre temes de ciència-ficció i fantasia. Les seves novel·les s'han traduït a vuit idiomes.

## Vida
Va néixer a Fort Worth, Texas i té un màster en antropologia de la Universitat Texas A&M. Actualment viu a College Station, Texas amb el seu marit. Es va involucrar al fandom sobre ciència-ficció de la universitat i va ser la directora de la AggieCon 17.
Va participar en diversos convencions i tallers d'escriptura, incloent el "Turkey City Writer's Workshop" amb Bruce Sterling. També ha participat en tallers com a ponent a ArmadilloCon, WorldCon, ApolloCon, Writespace Houston i va ser convidada especial al FenCon 2018.
Va ser la mestra de cerimònies de la Convenció Mundial de Fantasia (World Fantasy Convention) 2017 on va donar la xerrada "Unbury the Future" (desenterrant el futur) on va parlar dels creadors marginats a la història de la ciència-ficció i fantasia, pel·lícules.
Durant el 2018, Wells ha estat la cap de l'equip de desenvolupament d'història de la nova expansió de Magic: The Gathering anomenat Dominaria.

## Treballs
Wells és coneguda per les societats complexes i detallades que crea per les seves històries, segurament influenciada pels seus coneixements d'antropologia. La seva primera novel·la, The element of Fire va ser finalista del premi Compton Crook de 1993 i va quedar en segon lloc al premi William Crawford de l'any següent. La seva segona novel·la, City of bones va rebre bones crítiques a Publishers Weekly i a Kirkus Reviews i va entrar a la llista Locus de recomanacions de fantasia del 1995. La seva tercera novel·la, the Death of the Necromancer, va ser nomenada a un premi Nebula. La seva novel·la curta All Systems Red va guanyar el premi Hugo a la millor novel·la curta el 2018.

## Obres

### Novel·les de fantasia
- City of Bones (1995, ISBN 0-312-85686-5)
- Wheel of the Infinite (2000, ISBN 0-380-97335-9)

### Ile-Rien
Llistades en ordre de la cronologia interna, no de l'any de publicació
- "The Potter's Daughter" (2006 short story, Elemental: the Tsunami Relief Anthology ISBN 0-7653-1562-9, The Year's Best Fantasy #7 ISBN 978-1-892391-50-6)
- The Element of Fire (1993, ISBN 0-312-85374-2; revised edition 2006, ISBN 0-615-13571-4)
- "Night at the Opera" (2015, in the collection Between Worlds: the Collected Cineth and Ile-Rien Stories and PodCastle Episode 400)
- The Death of the Necromancer (1998, ISBN 0-380-97334-0)
- The Fall of Ile-Rien trilogy:
  - The Wizard Hunters (2003, ISBN 0-380-97788-5)
  - The Ships of Air (2004, ISBN 0-380-97789-3)
  - The Gate of Gods (2005, ISBN 0-380-97790-7)

### Llibres dels Raksura
- The Cloud Roads (2011, ISBN 978-1-59780-216-1)
- The Serpent Sea (2012, ISBN 978-1-59780-332-8)
- The Siren Depths (2012, ISBN 978-1-59780-440-0)
- Stories of the Raksura Vol 1: The Falling World & The Tale of Indigo and Cloud (2014, ISBN 978-159780-535-3)
- Stories of the Raksura Vol 2: The Dead City & The Dark Earth Below (2015, ISBN 978-159780-537-7)
- The Edge of Worlds (2016, ISBN 978-1-59780-843-9)
- The Harbors of the Sun (2017, ISBN 978-1-59780-891-0)

#### Històries curtes
- The Forest Boy (2009) – prequela de The Cloud Roads. A la col·lecció Stories of the Raksura Vol 1
- The Almost Last Voyage of the Wind-ship Escarpment (2011). A la col·lecció Stories of the Raksura Vol 2
- Adaptation (2012) – prequela to The Cloud Roads. A la col·lecció Stories of the Raksura Vol 1
- Mimesis (2013) – a l'antologia The Other Half of the Sky (2013, ISBN 9781936460441)
- Trading Lesson (2013) – a la col·lecció Stories of the Raksura Vol 1
- Birthright (2017) – a l'antologia Mech: Age of Steel (2013, ISBN 9781941987858)

### Emilie
Fantasia juvenil
- Emilie and the Hollow World (2013, ISBN 978-190884-449-1)
- Emilie and the Sky World (2014, ISBN 978-190884-452-1)

### Star Wars
- Empire and Rebellion: Razor's Edge (2013, ISBN 978-0-345-54524-4)

### Univers Stargate
- Reliquary (2006 Stargate Atlantis novel, ISBN 0-9547343-7-8)
- Entanglement (2007 Stargate Atlantis novel, ISBN 1-905586-03-5)
- "Archaeology 101" (2006 Stargate SG-1 short story, Stargate Magazine)

### The Murderbot Diaries
- All Systems Red (2017 Tor.com novel·la, ISBN 978-076539-753-9)
- Artificial Condition (2018 Tor.com novel·la, ISBN 978-12501-869-28)
- Rogue Protocol (2018 Tor.com novel·la, ISBN 978-12501-917-86)
- Exit Strategy (2018 Tor.com novel·la, ISBN 978-12501-918-54)

### Altres històries curtes
- "Thorns" (1995, Realms of Fantasy)
- "Bad Medicine" (1997, Realms of Fantasy)
- "Wolf Night" (2006, Lone Star Stories[1])
- "Reflections" (2007, Black Gate Magazine)
- "Holy Places" (2007, Black Gate Magazine)
- "Houses of the Dead" (2008, Black Gate Magazine)
- "Revenants" (2012, in the anthology Tales of the Emerald Serpent)
- "Soul of Fire" (2014, in the anthology Tales of the Emerald Serpent II: A Knight in the Silk Purse)
- "The Dark Gates" (2015, in the anthology The Gods of Lovecraft)

### No ficció
- "Don't Make Me Tongue You: John Crichton and D'Argo and the Dysfunctional Buddy Relationship" (2005, Farscape Forever, ISBN 1-932100-61-X)
- "Neville Longbottom: the Hero With a Thousand Faces" (2006, Mapping the World of Harry Potter, ISBN 1-932100-59-8)
- "Donna Noble Saves the Universe" (2012, Chicks Unravel Time: Women Journey Through Every Season of Doctor Who, ISBN 9781935234128)
- "A Life Less Ordinary: The Environment, Magic Systems, and Non-Humans" (2014, A Kobold Guide to Magic, ISBN 978-1936781287)